# Röns
Röns là một đô thị thuộc huyện Feldkirch, Vorarlberg, Áo. Đô thị Röns có diện tích 1,44 km², dân số thời điểm năm 2006 là 295 người.